# La Regenta

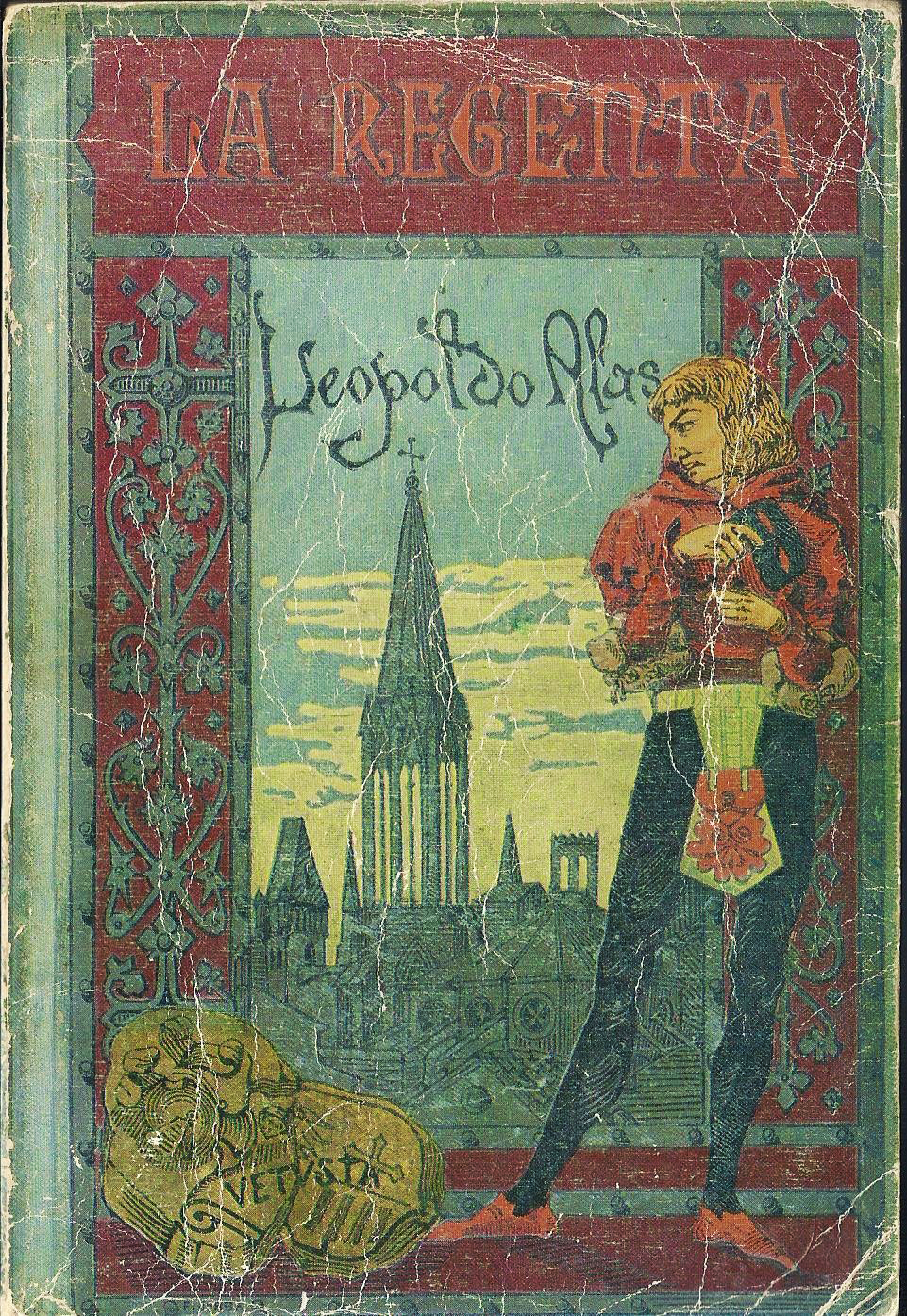
Umschlag der Erstausgabe

La Regenta (deutsch als Die Präsidentin) ist ein 1884 und 1885 in zwei Bänden erschienener spanischer Roman von Leopoldo Alas, bekannt unter dem Pseudonym Clarín. Der Roman ist das bekannteste Werk des Autors und wurde in zahlreiche Sprachen übersetzt.
Der Roman übertrifft alles bis zum damaligen Zeitpunkt in der spanischen Literatur Dagewesene an psychologischer Analyse; jeder einzelne Charakter wird in seinen Verhaltensweisen detailliert beleuchtet und in seinen innersten Motivationen begreifbar gemacht, insbesondere die Hauptfigur Ana Ozores, „Die Präsidentin“ (so genannt, weil sie die Ehefrau des ehemaligen Gerichtspräsidenten Don Víctor de Quintanar ist).
Die Handlung spielt in einer fiktiven Stadt namens „Vetusta“ (lat.: „die Alte“); hinter der jedoch unschwer die Stadt, in der der Autor einen Großteil seines Lebens verbrachte, Oviedo in Nordspanien, zu erkennen ist. So wurde der Text auch von vielen Angehörigen der dortigen Gesellschaft sofort als Schlüsselroman verstanden, was Clarín viel Ärger eintrug.
Der Roman kann als typischer Ehebruchs- oder Verführungsroman des ausgehenden 19. Jahrhunderts gelesen werden; die Hauptfigur, Ana Ozores, wird des Öfteren mit Madame Bovary und Effi Briest verglichen. Daneben kommen aber auch markante Anspielungen an den Don-Juan-Themenkreis vor, und zwar in Gestalt des unwiderstehlichen Frauenhelden Álvaro Mesía. Ebenso bemerkenswert und für die damalige Zeit ein Tabubruch ist das Thema des verliebten Priesters Don Fermín de Pas mit all seinen sexuellen Komplexen. Eine in der spanischen Literatur häufig anzufindende Traditionslinie betrifft auch das Thema der ungleichen (und daher unglücklich endenden) Ehe zwischen einem wesentlich älteren Mann und einer jungen Frau. Insgesamt wird das korrupte, scheinheilige und heuchlerische Provinzbürgertum des damaligen Spanien und insbesondere die verlogene Haltung des Klerus zur Sexualität einer scharfen Kritik unterzogen.
La Regenta kann auch als Frauenroman gelesen werden, und zwar als einer der fortschrittlichsten im Spanien des 19. Jahrhunderts. Der Autor weckt nämlich durch die genaue Vorgeschichte der Hauptfigur Ana, die in einer äußerst detaillierten Generalbeichte gleich zu Beginn dargelegt wird, bei den Lesern ein Verständnis für den Ehebruch, das durchaus weiter geht als z. B. bei Gustave Flaubert in Madame Bovary.

## Inhalt

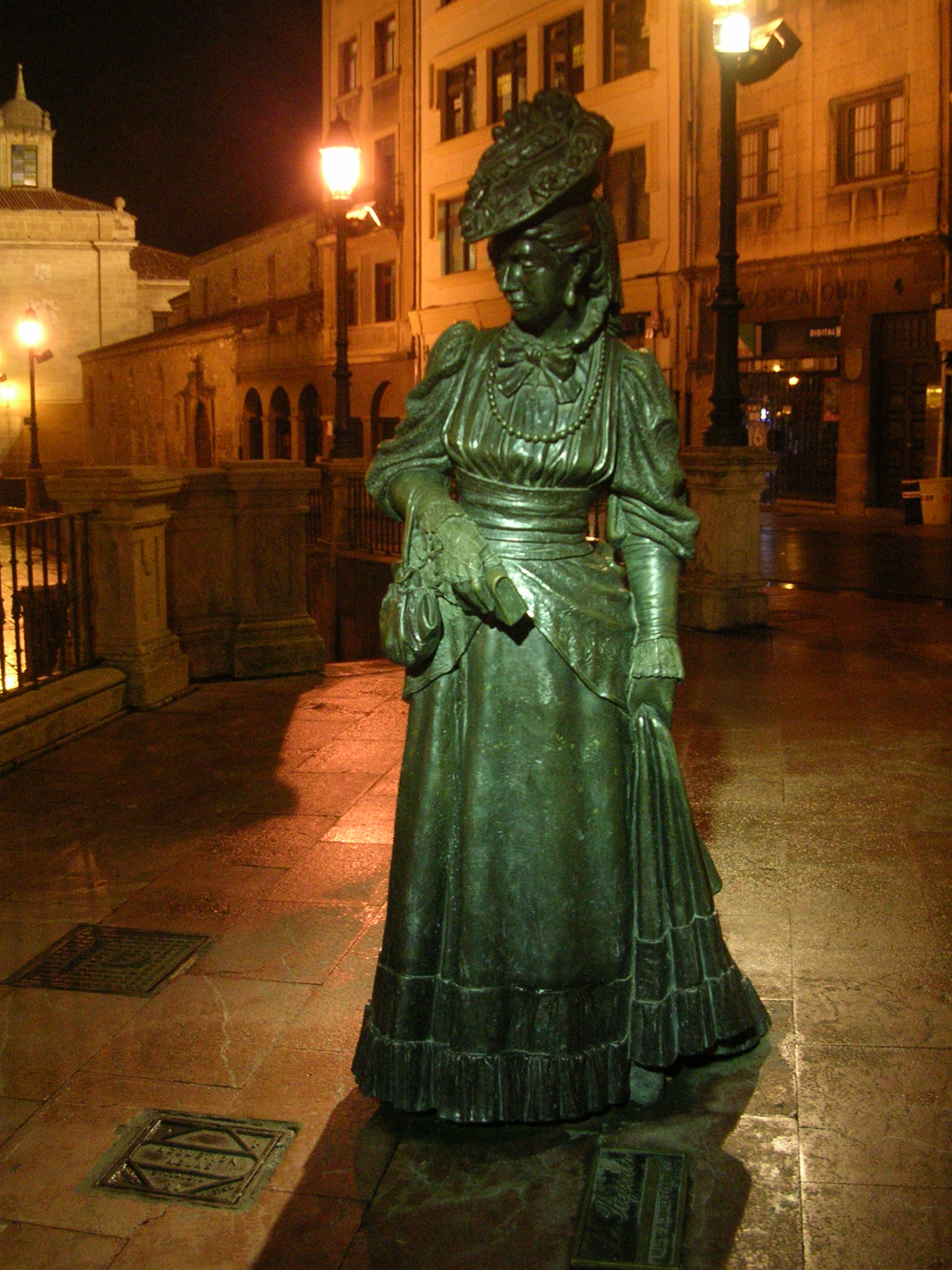
Eine La Regenta gewidmete Statue in Oviedo

Der Ausgang der privaten Tragödie zeichnet sich schon von Anfang an durch die ungleiche Ehe zwischen einer temperamentvollen, sinnlichen jungen Frau und einem ältlichen, kühlen, impotenten, wenn auch gutmütigen und gesellschaftlich hoch gestellten Mann ab. Dazu kommt das typische katholische Sündenbewusstsein, das der Regenta der Tradition gemäß anerzogen wurde. Obwohl von allen bewundert, fühlt sich die junge Frau durch die Enge ihrer Umgebung bedrückt und in ihrer Bewegungsfreiheit eingeschränkt. So flüchtet sie sich, angeleitet von ihrem neuen Beichtvater, in mystische Religiosität, gelangt immer häufiger in einen Zustand mystischer Verzückung und wird bald wie eine Heilige verehrt. Gleichzeitig wird sie von Don Álvaro Mesía, einem provinziellen Don-Juan-Typen, umschwärmt. Als Ana entdeckt, dass sich ihr Beichtvater ebenfalls erotisch zu ihr hingezogen fühlt, wendet sie sich entsetzt von ihm ab, fällt aber gerade deshalb dem seelen- und gewissenlosen Dandy zum Opfer, den es bloß gereizt hatte, die schönste und faszinierendste Frau von Vetusta zu erobern. 
Nachdem das Verhältnis offenbar wird, herrscht plötzlich allgemeine scheinheilige Empörung – auch der Ehemann, der davor zu Toleranz bereit gewesen war, sieht sich dem traditionellen Ehrenkodex gemäß zum Handeln gezwungen und fordert den Liebhaber zum Duell, in dem er allen Erwartungen entgegen stirbt. Álvaro flüchtet vor weiterer Verantwortung nach Madrid; jedoch bleibt ausgerechnet Frígilis, der Jagdfreund ihres Mannes, der auch sein Sekundant war, bei ihr, um sie zu schützen und wieder ins Leben zurückzuführen. Am Ende wird sie in Form des rückwärts erzählten Märchens vom Froschkönig aus ihrer Ohnmacht wachgeküsst, in die sie gefallen ist, weil ihr Beichtvater, Don Fermín, ihr nicht die Beichte hat abnehmen wollen, und zwar vom Messdiener Celedonio (aus dem Eingangskapitel), dessen Kuss sie als den schleimigen, kalten Bauch einer Kröte empfindet.

## Erzählperspektiven und -techniken
La Regenta wird wegen seiner gesellschaftskritischen Elemente und seiner Schwachstellen des sozialen Systems unbarmherzig aufzeigenden Erzähltechnik meist als typisch naturalistischer Roman bezeichnet. Zwischen den Zeilen lassen sich allerdings für den eingeweihten Leser durchaus auch humoristische, satirische und ironische Elemente erkennen, ein Element, das dem Naturalismus ansonsten eher fremd ist.
Zwei sich ständig vermischende Erzählebenen machen den Reiz des Textes aus, der einerseits ein Soziogramm der Gesellschaft von Vetusta/Oviedo gibt, andererseits die ganz persönliche, intime Geschichte der Regenta. Zudem könnte man den Text auch als Literaturroman bezeichnen, da sich darin zahlreiche intertextuelle Verweise auf die Ehrendramen Calderóns und auf den Don Juan-Mythos finden.

Die Kathedrale von Oviedo, Spanien

In einer berühmten Anfangsszene wird aus der Vogelperspektive vom alles überragenden Turm der Kathedrale von Vetusta aus ein Blick auf die verschiedenen Gesellschaftsschichten geworfen. Im Mittelpunkt der Stadt steht der Klerus, in dessen Zentrum wieder die Figur des ehrgeizigen und machtbesessenen Magistral (Generalvikar) Don Fermín de Pas. Hauptstütze der Geistlichkeit ist die ansässige Aristokratie. Das städtische Bürgertum, darunter viele Neureiche, so genannte „Indianos“ (nach einem längeren Aufenthalt in Lateinamerika zurückgekehrte Spanier, die dort durch manchmal zweifelhafte Geschäfte zu schnellem Reichtum gelangt sind), erhofft sich die Einheirat in den Adel oder den Kauf eines Titels; daneben sind auch die Kleinbürger und Arbeiter vertreten, die jedoch vom Priester nur verächtlich als verschwitzte und zudem schmutzig-abstoßende Irregeleitete betrachtet werden, weil sie den Sozialisten mehr Gehör schenken als den zu Demut aufrufenden Predigten der Katholischen Kirche.

## Verfilmungen
- La regenta. Spielfilm 1974. Regie: Gonzalo Suárez, Hauptdarstellerin: Emma Penella.
- La regenta. TV-Verfilmung 1995. Regie: Fernando Méndez Leite, Hauptdarstellerin: Aitana Sánchez-Gijón.

## Ausgaben
- Erstausgabe:  2 Bände. Daniel Cortezo, Barcelona 1884–1885.
- La regenta. Hrsg. von José María Martínez Cachero. Planeta, Barcelona 1963.
- La regenta. Hrsg. von Ganzalo Sobejano und José María Martínez Cachero. Clásicos Castalia, Madrid 1981.
- Englische Übersetzung: La regenta. Übersetzt von John Rutherford. Penguin, Harmondsworth 1984.
- Deutsche Übersetzung: Die Präsidentin. Übersetzt von Egon Hartmann, mit einem Nachwort von Fritz Rudolf Fries. 2 Bände. Buchverlag Der Morgen, Berlin 1971. Neuausgabe: Insel-Verlag, Frankfurt am Main 2008, ISBN 978-3-458-35090-3.